# Hong Soo-jung
Hong Soo-jung (koreanisch 홍수정; * 25. Mai 1988) ist eine südkoreanische Badmintonspielerin. 

## Karriere
Hong Soo-jung gewann bei der Badminton-Juniorenweltmeisterschaft 2006 Silber im Damendoppel und Gold mit dem südkoreanischen Team. Bei der Korea Open Super Series 2007 wurde sie Fünfte im Damendoppel. Ein Jahr später reichte es nur noch zu Rang 17. Bei den Malaysia International und den India International des Jahres 2006 belegte sie jeweils Platz drei im Doppel.